# Гулыга, Арсений Владимирович
Арсе́ний Влади́мирович Гулы́га (29 апреля 1921, Чехословакия — 10 июля 1996, Москва, Россия) — советский и российский философ, историк философии, литературовед, специалист по истории русской и немецкой философии, эстетике, автор философских биографий. Доктор философских наук. Член Союза писателей СССР. Автор вступительных статей и редактор издания сочинений как зарубежных философов-классиков — Г. Ф. В. Гегеля, И. Г. Гердера, И. В. Гёте, Г. Э. Лессинга, Ф. В. Й. Шеллинга, И. Канта (8-томное Собрание сочинений), так и трудов русских мыслителей — Н. А. Бердяева, В. В. Болотова, Н. М. Карамзина, В. В. Розанова, В. С. Соловьёва, Н. Ф. Фёдорова, П. А. Флоренского. Был одним из инициаторов создания серии «Философское наследие». Отвергал постмодернизм и отстаивал «традиционные ценности». По его инициативе в 1980-е годы с целью изучения русской философии было создано Литературно-философское общество имени Ф. М. Достоевского. Ветеран Великой Отечественной войны.

## Биография
Родился 29 апреля 1921 года в Чехословакии в семье крупного инженера-металлурга Владимира Ивановича Гулыги, погибшего во время политических репрессий в 1930-е годы. Внук кубанского белогвардейского военачальника генерал-лейтенанта Ивана Емельяновича Гулыги (1859—1934). Из-за принадлежности предков к кубанскому казачеству и их участия в Белом движении в юности имел проблемы с получением образования, а затем и с выездами за границу.
В 1938—1942 годах учился на философском факультете МИФЛИ.
В июне 1942 года призван в армию, с сентября в звании лейтенанта служил переводчиком штаба полка на Волховском фронте. 4 января 1943 года тяжело ранен в бою под Великими Луками. С 1943 инструктор по работе среди войск противника политотдела 19-й гвардейской стрелковой дивизии, затем в политотделе 39-й армии на той же должности.
В 1945 году окончил философский факультет МГУ имени М. В. Ломоносова.
После войны служил референтом по театрам в СВАГ. Без отрыва от службы окончил аспирантуру при Институте истории, защитил диссертацию «Образование Социалистической единой партии Германии» (1952). Уволен из армии в 1953 году. Два года после этого работал доцентом в Высшей торговой школе.
Защитил диссертацию на соискание учёной степени кандидата философских наук по теме «Философия Гердера» и диссертацию на соискание учёной степени доктора философских наук по теме «Из истории немецкого материализма».
В 1956—1996 годах — старший, ведущий и главный научный сотрудник Института философии АН СССР/РАН. С 1978 года входил в состав редколлегии книжной серии «Памятники философской мысли».
Похоронен на Троекуровском кладбище (уч. 3).
Вдова и соавтор — Искра Степановна Выхрыстюк-Андреева (1925—2016), доктор философских наук, профессор.
Дочь — Ольга Арсеньевна Гулыга, филолог.

## Научная деятельность
Нынешнюю ступень культурного развития Гулыга рассматривал как постсовременность («постмодерн»), где развитие культуры происходит посредством освоения традиции. Он полагал, что существование философии возможно только в качестве истории философии, которая вбирает в себя всю мировую мудрость. Исследования Гулыги проводились по трём направлениям:
- Изучение жизни и индивидуально-неповторимого мира личности великих творцов и философов, что позволяет погрузиться в пространство рождения идей. Биография рассматривается как отдельный жанр, где средства научного познания соединяются с художественными.
- Социально-историческое направление исследований способствовало понимаю философии как дела школы, с постижением эпохи и народа. Немецкая классическая философия и русская идеалистическая философия конца XIX начала XX века рассматривались Гулыгой как два великих взлёта в истории философской мысли. В монографии «Немецкая классическая философия» (1986) он показывает развитие немецкими философами основного вопроса философии Иммануила Канта о бытие человека, как и совершённые ими новые открытия в диалектике познания. А уже с опорой на эти идеи русские философы нашли ответ на вопрос о будущем человека. В 1995 году вышла его книга «Русская идея и её творцы» (1995), в которой автор обращается к идее соборности. В монографии «Русская идея и её творцы» (1995) Гулыга писал, что русская идея — это соборное объединение человечества, которое должно основываться на высокой общности сложившейся на диалектическом единстве общего и индивидуального, а не на буржуазном индивидуализме, признающем лишь формальное право, и не на насильственном коллективизме (включая коммунистический). Гулыга изучал такие стороны значения религии как аксиологический (сохранение святынь) и национально-цементирующий. Объединенное человечество он рассматривал не как некую совокупность коммерческих общин и индивидов, а как семью национальных организмов являющихся полностью равноправными. Он полагал, что это является единственным путём к победе над смертью и появлению равного Богу «сверхчеловека». И когда Бог будет пониматься как целевая причина и идеал, тогда можно будет говорить про объединение верующих и неверующих, но при условии, что неверующие согласны принять христианство как моральную норму.
- Систематическое направление исследований, где философия понимается как вечная мудрость, взращенная совместным развитием культуры всех народов, что выражается в идущем из древности триединстве — истина, добро, красота. В монографии «Принципы эстетики» (1987) Гулыга уделяет большое внимание эстетике как учению о красоте, понимая под красотой среднее между добром и истиной, которое охватывает как познавательный (типическое, подлинное, фантастическое, эвристическое), так и экзистенциальный уровень (возвышенное, трагическое, комическое, драматическое) жизни человека. Это объясняется тем, что самым широким эстетическим понятием является прекрасное, а все прочие эстетические категории лишь выступают в качестве каких-то его граней. Точно таким же образом в искусстве художественная грань выступает промежуточным звеном чувственной и логической гранями.

## Научные труды

### Монографии
- Гулыга А. В. Из истории немецкого материализма. М., 1962 (нем. изд. — 1966)
- Гулыга А. В. Гердер. М., 1963 (2-е изд. 1975, нем. изд. — 1978, кит. — 1977)
- Гулыга А. В. Гегель. М., 1970 (2-е изд. 1994, 3-е изд. 2008; нем. изд. — 1975, 1980, кит. — 1978)
- Гулыга А. В. Эстетика истории. М., 1974
- Гулыга А. В. Кант. М., 1977 (2-е изд. 1981, 3-е изд. 1994, нем. изд. — 1981, кит, — 1981, 1992, япон. — 1983, фр. — 1985, англ, — 1987, швед. — 1990)
- Гулыга А. В. Искусство в век науки. М., 1978 (словацкое изд. — 1981)
- Гулыга А. В. Искусство истории. М., 1980
- Гулыга А. В. Шеллинг. М., 1982 (3-е изд. 1994, нем. — 1990, япон. — 1992, кит. — 1995)
- Гулыга А. В. Немецкая классическая философия. М., 1986 (нем. изд. — 1991)
- Гулыга А. В. Что такое эстетика. М., 1987
- Гулыга А. В. Принципы эстетики. М., Издательство политической литературы, 1987
- Гулыга А. В. Путями Фауста. М., Советский писатель, 1987—368 с., 5 200 экз.
- Гулыга А. В. Уроки классики и современность. М., 1990
- Гулыга А. В. Русская идея и её творцы. М., 1995.
- Гулыга А. В., Андреева И. С. Шопенгауэр. М.: Молодая гвардия, 2003. — 367 с. (ЖЗЛ, Вып. 846) — ISBN 5-235-02551-2.

### Статьи
- Гулыга А. В. Что такое постсовременность // Опыты. М., 1990;
- Гулыга А. В. Религия в нашей жизни // Вопросы русского христианского движения. Т. 158. Париж, 1990;
- Гулыга А. В. Полвека на Волхонке // Молодая гвардия. 1997. № 4.